# 155 mm TRF1
Il TRF1 è un obice da campo trainato, nel calibro standard NATO di 155 mm.
Fu usato per la prima volta in combattimento nella guerra del Golfo.

## Tecnica

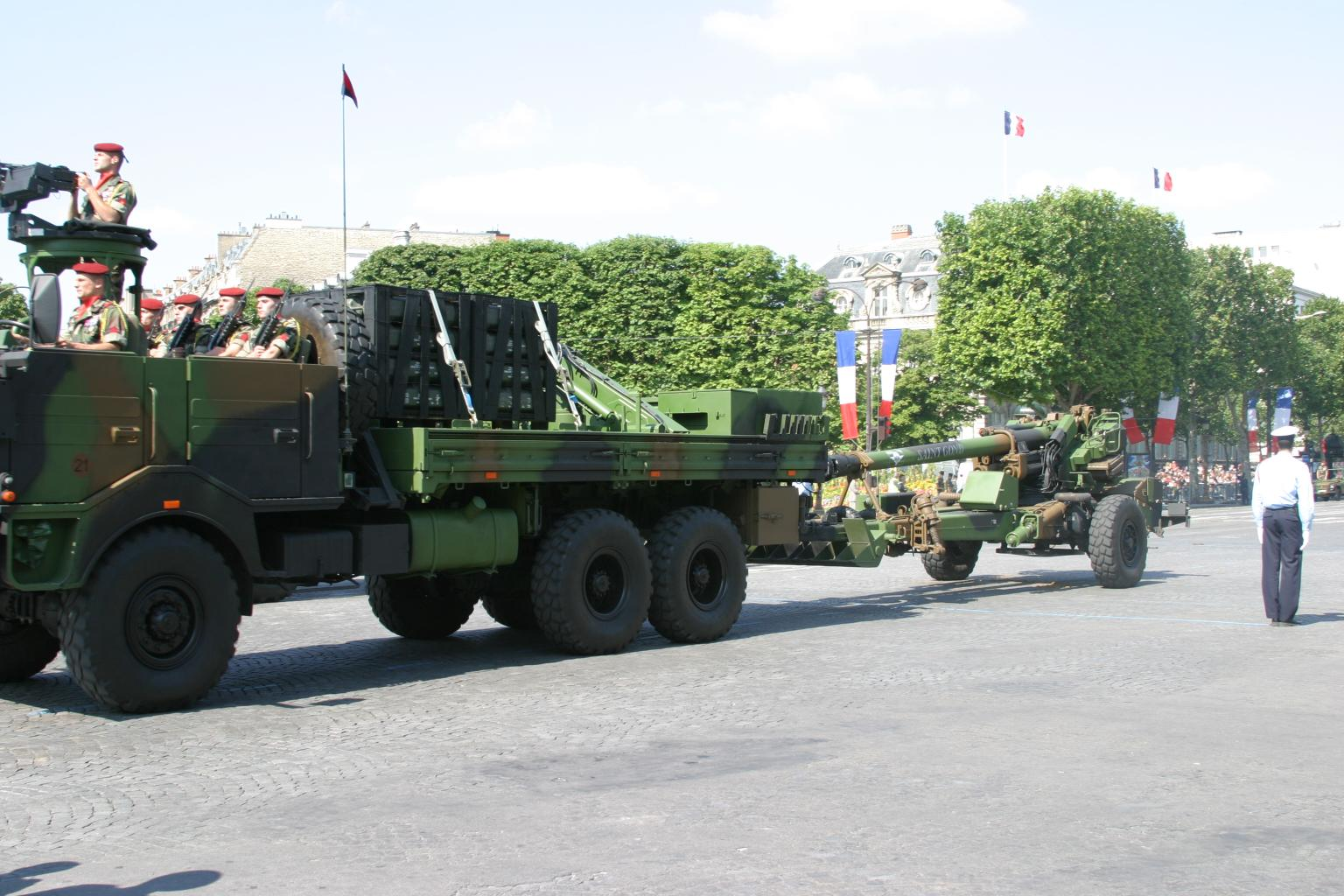
Un TRF1 trainato da un Renault TRM 10.000

Ha una lunga gittata data da una canna da 40 calibri, e nell'insieme ha caratteristiche molto moderne e comparabili a quelle dell'FH-70. È l'arma installata sul semovente d'artiglieria AMX 30 AuF1, basato sul carro AMX-30.
È trainato dal Renault TRM 10.000, che trasporta 48 colpi, 24 in casse e 24 su rastrelliera. Il camion è anche dotato di gru per facilitare il caricamento delle munizioni.

## Munizioni
Può sparare ogni tipo di munizione 155 mm (il proiettile standard è il Mle. F1 esplosivo ad alto potenziale). I bossoli sono combustibili, il che aumenta la cadenza di fuoco in quanto non c'è niente da estrarre prima di ricaricare.